# 129332 Markhunten
129332 Markhunten este o planetă minoră (asteroid) din centura de asteroizi. A fost descoperită pe 23 octombrie 2005 la Catalina Station⁠(d) de Catalina Sky Survey. 
Obiectul prezintă o orbită caracterizată de o semiaxă mare de 2,6623913515764 UAi, o excentricitate de 0,06, o înclinație de 12,1 ° în raport cu ecliptica.